# Сент-Обен (Об)
Сент-Обе́н (фр. Saint-Aubin) — коммуна во Франции, находится в регионе Шампань — Арденны. Департамент — Об. Входит в состав кантона Ножан-сюр-Сен. Округ коммуны — Ножан-сюр-Сен.
Код INSEE коммуны — 10334.
Коммуна расположена приблизительно в 100 км к юго-востоку от Парижа, в 80 км юго-западнее Шалон-ан-Шампани, в 45 км к северо-западу от Труа.

## Население
Население коммуны на 2008 год составляло 580 человек.
| 1962 | 1968 | 1975 | 1982 | 1990 | 1999 | 2008 |
| ---- | ---- | ---- | ---- | ---- | ---- | ---- |
| 297  | 320  | 348  | 349  | 505  | 537  | 580  |

## Экономика
В 2007 году среди 373 человек в трудоспособном возрасте (15—64 лет) 279 были экономически активными, 94 — неактивными (показатель активности — 74,8 %, в 1999 году было 72,0 %). Из 279 активных работали 256 человек (143 мужчины и 113 женщин), безработных было 23 (7 мужчин и 16 женщин). Среди 94 неактивных 23 человека были учениками или студентами, 39 — пенсионерами, 32 были неактивными по другим причинам.

## Достопримечательности
- Менгир Гранд-Пьер. Памятник истории с 1993 года[3]

## Фотогалерея
- Менгир Гранд-Пьер
- Менгир Гранд-Пьер
- Карта коммуны